# بوينغ (قناة تلفزيونية أفريقية)
بوينغ هي قناة تلفزيونية أفريقية تديرها وارنر بروس. دسكوفري من خلال وحدتها الدولية ، والتي تم إطلاقها في 30 مايو 2015. توطين الخدمة التلفزيونية الإيطالية التي تحمل اسمًا ، وتبث القناة بشكل أساسي من القنوات الشقيقة كرتون نتورك وبوميرانغ ، فضلا عن المنتجين الآخرين.